# Star Trek: Lower Decks
Star Trek: Lower Decks er en amerikansk animeret web-tv-serie lavet for det amerikanske streaming media selskab CBS All Access af Mike McMahan.
Første sæson af Star Trek: Decks havde premiere i USA og Canada den 6. august 2020 og vil består af 10 episoder. Der er pt. (august 2020) ikke planer om at gøre den tilgængelig udenfor USA og Canada.